# 神高丸 (初代)
神高丸（しんこうまる）は、日本海運が運航していたフェリー。本項目では、1970年に就航した初代について取り扱う。

## 概要
神戸港と高松港を結ぶフェリー航路の開設に当たって福岡造船で建造され、1970年10月に就航した。
1990年、神高丸 (2代)の就航により引退した。
その後、海外売船され、フィリピンのスルピシオラインズでTACLOBAN PRINCESSとして就航していた。
2002年8月、入渠中に火災が発生、2名が死亡した。

### 航路
日本海運（ニュージャンボフェリー）
- 神戸港（東神戸フェリーセンター） - 高松東港

四国フェリーとの共同運航で当初は神戸丸（初代）、1982年以降は神戸丸（2代）とともに運航された。

## 設計
1978年に船体を12m延長する改造工事を実施した。延長工事によりファンネルより後方の遊歩甲板が撤去され、メインマストが交換された。

## 事故・インシデント
本船は1983年から1986年にかけて3件の衝突事故を連続して起こしている。

### 曳船との衝突
1983年2月7日、7時38分ごろ、常石造船で入渠するため、高松東港を出港する際、朝日町外防波堤北灯台の東方約570メートルの地点で、貨物船の試運転を支援していた引船ながと丸と衝突した。本船の右舷船首が、ながと丸の左舷側後部に後方から約20度の角度で衝突、本船は右舷船首外板に擦過傷を生じ、ながと丸は左舷側後部外板と甲板上の機関室左舷側壁に凹損を生じ、付近が曲損した。事故原因は、ながと丸が見張り不十分で本船の前路に進出したため、とされたが、本船が他船に接近して航行する際に過大な速力としたため、転針したながと丸を回避できなかったこと一因とされた。

### 砂利運搬船との衝突
1984年11月27日、6時35分ごろ、神戸港から高松港に向かっていた本船は、明石海峡西口、江埼灯台の西北西3,950メートルの地点で同様に西航していた砂利運搬船第十一富栄丸と衝突した。富栄丸の船首が本船の右舷側後部に後方から約25度の角度で衝突、本船は右舷後部外板に軽微な凹傷を生じ、富栄丸は船首左舷外板に凹傷を生じた。事故原因は、本船が先航する第十一富栄丸とその左方を同航していた第三船を中央から追い越す態勢で航行中、前路を右方に横切る第三船を認めた際に、第十一富栄丸から十分な横距離をとるか、減速して追越しを遅らせることなく、第十一富栄丸に著しく接近して追越す針路に転じたため、とされた。また、船長が、部下に対して追い越しの際に距離を保つ指導が不十分であったこと、当直者の操船が不適切であったことが指摘された。

### 霧中での貨物船との衝突
1986年4月11日、5時50分ごろ、高松港から神戸港に向かっていた本船は、明石海峡西口、江埼灯台の西北西850メートルの地点で、同様に東航していた貨物船かめりや丸と衝突した。本船の右舷後部がかめりや丸の左舷後部にほぼ平行に衝突、本船は右舷後部防舷材に擦過傷を生じ、かめりや丸は左舷船体外板にほぼ全面に渡って凹傷を生じた。事故発生当時、霧が出ており視程は約200メートルだった。事故原因は、濃霧のため視界が著しく制限された状態で、過大な速力で進行し、レーダーの調整が不適切で、前路のかめりや丸に著しく接近したため、とされた。また、航海時間に余裕のない運航ダイヤが組まれており、運航管理者が霧中運航についての指導が不十分で、船長が安全な速力とすることなく運航したことも一因とされた。